# ميخائيل ويب
ميخائيل ويب (بالإنجليزية: Michael Webb)‏ هو مهندس معماري بريطاني، ولد في 3 مارس 1937 في هنلي أون تيمز في المملكة المتحدة.